# Ново-Никольское (Ярославская область)
Но́во-Нико́льское — село в Ростовском районе Ярославской области России. 
В рамках организации местного самоуправления входит в сельское поселение Семибратово, в рамках административно-территориального устройства является центром Ново-Никольского сельского округа.

## География
Расположено в 12 км к северо-востоку от центра города Ростова, у юго-восточных окраин рабочего посёлка Семибратово.

## Население
| 1859 | 1914 | 2007  | 2010 |
| ---- | ---- | ----- | ---- |
| 204  | ↗250 | ↗1096 | ↘961 |

Согласно результатам переписи 2002 года, в национальной структуре населения русские составляли 95 % от всех жителей.

## История
Бывшее Никольское. Дорога к селу от Семибратова называется Никольской дорогой. В 1909 году здесь был построен Ново-Никольский храм.